# Otto Erler (Dramatiker)
Otto Erler (* 4. August 1872 in Gera; † 8. Oktober 1943 in Dresden) war ein deutscher Dramatiker. 

## Leben
Als Sohn eines Gerichts-Wundarztes geboren, studierte Erler nach dem Besuch des Realgymnasiums in Gera Germanistik und Neuere Sprachen in Marburg und Berlin. Während seines Studiums wurde er 1892 Mitglied der Burschenschaft Arminia Marburg. Nach seiner Promotion zum Dr. phil. war Erler zunächst Gymnasialprofessor. Als Vertreter der Völkischen Bewegung schrieb er 1903 die antisemitische Tragikomödie Ehekünstler. Er war mit Eva Ziegler, der Schwester von Hans Severus Ziegler, verheiratet. Er selbst wohnte in Weimar ein paar Jahre in der Kantstraße 15.
In der Zeit des Nationalsozialismus stand er nach Aussage des Reichsdramaturgen Rainer Schlösser der NS-Bewegung nahe. Nach der Aufführung des Stückes Thors Gast urteilte Goebbels am 31. Oktober 1937: „Ein dramatisiertes Rosenbergprogramm“, hielt das Stück aber für „Ganz undichterisch und ganz unkünstlerisch“. Dennoch wurde es in Theaterprogrammen prominent protegiert, etwa am Stadttheater Salzburg, wo es am 1. Februar 1939 "Zur Feier des Jahrestages der Machtergreifung" aufgeführt wurde.
Erler starb am 8. Oktober 1943 im  Dresdner Schauspielhaus nach der vorausgegangenen Uraufführung seines Stückes Die Blutsfreunde. Das Amt Rosenberg bezeichnete ihn in einem Nachruf als „Dramatiker der deutschen Nation“.
In der sowjetischen Besatzungszone wurden 1946 Erlers Werke Die Blutsfreunde (Verlag Sigrune, Erfurt 1943), Not Gottes. (Verlag Sigrune Erfurt 1943), Thor und der Krist (Verlag Sigrune Erfurt 1942) in die Liste der auszusondernden Literatur aufgenommen.

## Auszeichnungen und Ehrungen
- 1937 Ehrenbürger von Gera
- 1937 Ehrenbürger von Weimar[6]
- 1938 Kunstpreis der Stadt Dresden
- 1942 Goethe-Medaille für Kunst und Wissenschaft

## Werke
- Giganten. Künstlertragödie in 3 Aufzügen. Breitkopf & Härtel, Leipzig 1901, (Bühnenmanuskript).
- Der Bundschuh. Drama aus den Bauernkriegen. In drei Aufzügen. Breitkopf und Härtel, Leipzig 1904 (Musik von Waldemar von Baußnern).
- Die Ehekünstler. Tragikomödie in 3 Aufzügen. Koch, Dresden & Leipzig 1904, (Bühnenmanuskript).
- Zar Peter. Drama in 4 Aufzügen. Callwey, München 1905.
- Struensee. Drama in 5 Aufzügen. Haessel, Leipzig 1916 (späterer Titel: Der Engel aus Engelland.).
- Die tragischen Probleme des Struensee-Stoffes. Eine Betrachtung der Hebbelschen Abhandlung. Haessel, Leipzig 1916.
- Amerongen. Eine Dichtung. Matthes & Thost, Leipzig u. a. 1922.
- Der Galgenstrick. Eine Komödie in 3 Aufzügen. Haessel, Leipzig 1924, (Bühnenmanuskript).
- Marfa. Drama in 4 Aufzügen. Haessel, Leipzig 1930
- Marfa-Demetrius. Eine Studie. Haessel, Leipzig 1930.
- Thors Gast. Bühnenwerk in 3 Aufzügen. Haessel, Leipzig 1937.
- Die Gewissenschaften. Eine Komödie. Fink, Weimar 1938.
- Not Gottes. Verlag Sigrune, Erfurt 1942;
- Die Blutsfreunde. Verlag Sigrune, Erfurt 1943.